# Spongia nicholsoni
Spongia nicholsoni är en svampdjursart som beskrevs av Hyatt 1877. Spongia nicholsoni ingår i släktet Spongia och familjen Spongiidae. Inga underarter finns listade i Catalogue of Life.